# Либер (мифология)
Либер (лат. Liber) — в римской мифологии древний бог плодородия и оплодотворяющей силы, затем виноградарства, отождествлявшийся с Вакхом-Дионисом. Его женская параллель — Либера, иногда отождествлявшаяся с Ариадной.
Либер и Либера считались чисто италийскими божествами, и лишь позднее культ Либера смешался с культом Диониса, а с Либерой приводили в связь Персефону. В культе имя Либера неразрывно с Либерой; праздники либералии и цереалии равно касались обоих божеств. Первоначально Либер олицетворял собою производительность природы, радость и изобилие, что сблизило его с Дионисом. Атрибутом или символом его власти был fascinum (фаллос), который во время сбора винограда провозился по стране в торжественной и весёлой процессии. В связи с fascinum находились так называемые versus fescennini — грубые, вольные песни весёлого характера, оживлявшие время сбора винограда.
Культ Либера появился в Риме в первые десятилетия существования республики. Сам культ элевсинских божеств, а вместе с ним и элевсинские мистерии, был заимствован Римом из Сицилии. В. Буркерт среди греческих праздников Диониса различал «по меньшей мере четыре типа», назвав один из них «крестьянскими „дионисиями“», для которых было характерно принесение в жертву козла и фаллические процессии. Именно такой вариант греческих дионисий утвердился в Риме как культ Либера. М. Элиаде, впрочем, полагал, что «повсеместно распространённая в мире и по существу архаичная, „фаллофория“, безусловно, старше культа Диониса».